# Charles Higounet
Charles Higounet, né le 13 janvier 1911 à Toulouse et mort le 8 avril 1988 à Bordeaux, est un historien médiéviste français spécialiste de géohistoire. Il est principalement connu pour avoir dirigé la rédaction de L'Histoire de Bordeaux (1963, huit volumes).

## Biographie
Charles Higounet fait ses études au lycée puis à l'université de Toulouse, sa ville natale. Il est reçu à l'agrégation d'histoire et de géographie en 1933. Parmi ses maîtres figurent le médiéviste Joseph Calmette, l'helléniste André Aymard et surtout le géographe Daniel Faucher, que Marc Bloch salue comme l'un des meilleurs représentants de l'école géographique française. En 1949, dans la préface à l'édition de sa thèse, Charles Higounet ne manquera pas de reconnaître l'importance de « l'empreinte géographique », écrit-il, qu'il lui devait. Il est reçu à l'agrégation d'histoire et géographie en 1933, à l'âge de vingt-deux ans.
Il est nommé professeur au lycée de Pau l'année suivante, puis à Bordeaux en 1934-1935. Après son service militaire, il retrouve en 1936, le lycée de Toulouse, comme professeur cette fois. Mobilisé en 1939, il est fait prisonnier en 1940. De 1940 à la fin de 1943, il est prisonnier en Silésie dans les Oflag de Lamsdorf, Weidenau puis Sagan. Il est rapatrié en octobre 1943 par l'un des derniers trains sanitaires qui ont pu être constitués.
Dès 1945, il est chargé de cours puis chargé d'enseignement à l'université de Bordeaux. Par fidélité à Joseph Calmette, il rejoint Toulouse, où il soutient en 1946 sa thèse de doctorat ès lettres sur « Le comté de Comminges, de ses origines à son annexion à la Couronne ». En 1949, il occupe la chaire des sciences auxiliaires de l'histoire de l'université de Bordeaux III, libérée par la nomination à Paris de Robert Fawtier. Charles Higounet assure cet enseignement pendant trente ans, jusqu'à la retraite et l'éméritat en 1979.
En 1948, il fonde la Fédération historique du Sud-Ouest, avec ses collègues Yves Renouard et Robert Étienne. Cette fédération rassemblait les sociétés historiques des cinq départements d'Aquitaine : la Dordogne, la Gironde, les Landes, le Lot-et-Garonne et les Pyrénées-Atlantiques. Elle a pour objectif de rapprocher les universitaires, les étudiants et les membres des sociétés savantes passionnées d'histoire. Il en est le secrétaire général et en devient le président en 1955. Cette fédération a été créée à l'instigation du Comité français des sciences historiques et du comité des travaux historiques, parce qu'« après la guerre et l'occupation il fallait redonner l'impulsion aux activités des sociétés régionales d'histoire et d'archéologie ».
En 1968, il est correspondant de l'Institut de France.
Spécialiste des bastides, ainsi que de l'histoire du Sud-ouest et de Bordeaux, il est notamment l'auteur d'un Que sais-je ? sur L'écriture, réédité plus de dix fois. Il a contribué avec Philippe Wolff à initier en 1976 la collection des Atlas historique des villes de France, que son successeur Jean Bernard Marquette (1934-2020) a concrétisé à partir de 1982, année de son départ à la retraite.
Son épouse, Arlette Higounet-Nadal, est une spécialiste de la démographie médiévale qui a consacré sa thèse à Périgueux.
Charles Higounet meurt en 1988. Depuis 1992, un centre de recherche porte son nom à Pessac.

## L'Histoire de Bordeaux
Son œuvre principale est L'Histoire de Bordeaux, qu'il a dirigée. Il a conçu ce projet quand il est devenu président de la Fédération du Sud-Ouest en 1955. Selon son ancien étudiant Jean-Pierre Poussou, qui a raconté les coulisses du projet dans un article pour la Société historique de Bordeaux, il regrettait l'absence d'une histoire complète de la ville depuis la parution de l'ouvrage publié par Camille Jullian. Il lui semblait qu'un seul volume ne serait pas suffisant, notamment parce que les recherches historiques locales et régionales avaient progressé depuis le fin du XIXe siècle.
Pour mener à bien cette entreprise, il fallait recevoir le soutien financier de la mairie de Bordeaux, celui du Conseil général (et donc, à cette époque, de la préfecture de la Gironde) et à moindre échelle celui des autorités universitaires. Il fallait aussi persuader les librairies que le livre leur serait profitable, même s'il était publié en huit volumes. Il était donc indispensable que L'Histoire de Bordeaux soit inspirée par les approches et les méthodes les plus récentes, bien écrite et bien illustrée. Il présente le projet au maire Jacques Chaban-Delmas le 25 juin 1960. Ce dernier lui accorda « le patronage de la Ville de Bordeaux » et « les subventions nécessaires de la municipalité ».
Il a défendu la nécessité de publier ce travail en huit volumes. Il a choisi lui-même les noms des rédacteurs de chacun d'entre eux. Chaque volume avait un directeur travaillant avec plusieurs collaborateurs. Charles Higounet y a également beaucoup contribué personnellement, aidé de sa femme. Il relut tous les manuscrits, fit des corrections et des remarques. Il fit en particulier attention à la fluidité du texte, à la correction du style et à ce que l'ensemble des volumes se caractérise par une même tonalité. Il a enfin continué à maintenir le soutien des autorités politiques et universitaires.
La parution de ces huit volumes en 1963 fut une excellente publicité pour la ville de Bordeaux et l'équipe des historiens bordelais dirigés par Charles Higounet. Pendant quelques années Bordeaux a été la seule grande ville française à disposer d'une grande œuvre monumentale. Elle reste la seule grande ville provinciale européenne à en posséder une.

## Publications

### Ouvrages
- Le Comté de Comminges : De ses origines à son annexion à la Couronne, Privat/Didier, 1949 (réimpression L'Adret, 1984,  (ISBN 2904458050)) Publication de la thèse de doctorat de l'auteur
- La Gascogne aux XIVe et XVe siècles, 1969
- Les Allemands en Europe centrale et orientale au Moyen Âge, Aubier, 1989  (ISBN 2-7007-2223-X)
- Atlas historique des villes de France, 1982, par J-B Marquette
- Défrichements et villeneuves du Bassin parisien, Editions du Centre national de la recherche scientifique, 1990  (ISBN 2-222-04210-0), 384 p.
- Grand cartulaire de La Sauve-Majeure, Fédération historique du Sud-Ouest, 1996  (ISBN 2-85408-026-2)
- Histoire de Bordeaux ; 8 volumes ; publiée sous la direction de Charles Higounet ; édité par Fédération historique du Sud-Ouest 
  - Tome I. Bordeaux antique par Robert Etienne ; 1962 ; 386 p. ; 24 cartes, 24 pl. ; avec la collaboration de Pierre Barrère ; [compte-rendu bibliographique]
  - Tome II. Bordeaux pendant le Haut Moyen Âge par Charles Higounet avec la collaboration de Jacques Gardelles et Jean Lafaurie ; 1963 ; 338 p. ; 27 cartes ; dont 1 photo aérienne hors texte ; 20 pl. [compte-rendu bibliographique]
  - Tome III. Bordeaux sous les rois d'Angleterre sous la direction de Yves Renouard avec la collaboration de Jacques Bernard, Pierre Capra, Jacques Gardelles, Bernard Guillemain et Jean-Paul Trabut-Cussac ;1965 ; 586 p. ; 18 pl. hors texte, cartes et plans ; [compte-rendu bibliographique]
  - Tome IV. Bordeaux de 1453 à 1715 sous la direction de Robert Boutruche avec la collaboration de Jacques Bernard, Louis Desgraves, Françoise Giteau, Francis Loirette et Paul Roudié ; 1966 ; 562 p. ; 12 cartes et plans ; 22 pl. ; [compte-rendu bibliographique]
  - Tome V. Bordeaux au XVIIIe siècle sous la direction de François-Georges Pariset ; 1968 ; 723 p. ; 30 pl. hors texte ; 12 fig. et graphiques ; [compte-rendu bibliographique]
  - Tome VI. Bordeaux au XIXe siècle sous la direction de Louis Desgraves et Georges Dupeux avec la collaboration de Raymond Darricau, Pierre Guillaume, François-Georges Pariset et Alain Tudesq ; 1969 ; 580 p. ill. ; [compte-rendu bibliographique]
  - Tome VII. Bordeaux au XXe siècle sous la direction de Joseph Lajugie avec la collaboration de Pierre Barrère, Pierre Bécamps et H. Bordes ; 1972 ; 746 p. ; cartes, tabl., graph., et bibliogr. ; [compte-rendu bibliographique]
  - Tome VIII. Index général (des noms de personnes et de lieux et des matières) par Louis Desgraves et Arlette Higounet-Nadal ; 1974 ; 247 p.
- Histoire de l'Aquitaine, dir., 1976
- Paysages et villages neufs du Moyen Âge, 1975
- Recherches sur l'histoire de l'occupation du sol du Périgord, Editions du Centre national de la recherche scientifique, 1978  (ISBN 2-222-02279-7)
- Recueil des actes de l'Abbaye cistercienne de Bonnefont en Comminges, publ. par Charles Samaran, etc. et Charles Higounet, 1970, Collection de documents inédits sur l'histoire de France. Série in 8
- La Seigneurie et le vignoble de Château-Latour, 1974
- Villes, sociétés et économies médiévales. Recueil d'articles, 1992
- L'écriture, « Que sais-je ? » № 653, Presses universitaires de France, 2003  (ISBN 2-13-039397-7) (1er édition 1955)

### Articles
- « Notes sur la morphologie de la haute-vallée de la Neste d'Oo », Revue géographique des Pyrénées et du Sud-Ouest. Sud-Ouest Européen,‎ 1934
- « Le Régime seigneurial et la vie rurale dans la commanderie du Burgaud », Annales du Midi,‎ 1934
- « Le Développement urbain de Bagnères-de-Luchon », Revue géographique des Pyrénées et du Sud-Ouest. Sud-Ouest Européen, vol. 6, no 1,‎ 1935, p. 83-88
- « L'Habitat rural dans les Basses Pyrénées », Le Bulletin pyrénéen,‎ 1935
- « Le Larboust: étude géographique d'une haute vallée pyrénéene », Revue géographique des Pyrénées et du Sud-Ouest,‎ 1936
- « Style du 1er avril à Toulouse au XIIe et au XIIIe siècles », Annales du Midi,‎ 1937, p. 157-177
- « Les Anciennes Bastides du Sud-Ouest de la France », L’Information historique,‎ 1946, p. 28-35
- « Bastides et Frontières », Le Moyen Âge, t. LIV,‎ 1948
- « Les Bastides du Sud-Ouest », Le Moyen Âge,‎ 1948
- « La Frange orientale des bastides », Annales du Midi, Tolosa, Privat, t. LXI,‎ 1948-1949, p. 359-367
- « Une carte des relations monastiques transpyrénéennes au Moyen Âge », Revue de Comminges,‎ 1951
- « Chronique des Pyrénées », Annales du Midi, vol. 63, no 13,‎ 1951, p. 86-96
- « Les Saints mérovingiens d'Aquitaine dans la toponymie », dans Études mérovingiennes : actes des journées de Poitiers 1er-3 mai 1952., 1953
- « La Plus Ancienne Sauveté de l'abbaye de Moissac, la Salvetat de Belmont », dans Xe Congrès d'études de la Fédération des Sociétés académiques, Languedoc-Pyrénées-Gascogne, 1956
- « Cisterciens et Bastides », Le Moyen Âge,‎ 1957
- « Une Carte agricole de l'Albigeois vers 1260 », Annales du Midi, vol. 70, no 41,‎ 1958, p. 65-71
- « Le Style Pisan : son emploi, sa diffusion géographique », Le Moyen Âge,‎ 1958
- « Les "Terre nuove" florentins du XIVe siècle », dans Studi… in onore di A. Fanfani, 1962
- « Villeneuves et bastides désertées, Villages désertés et histoire économique (XIe – XVIIIe siècle), Les Hommes et la Terre », S.E.V.P.E.N., Paris, École pratique des Hautes Études,‎ 1965, p. 253-265
- « Nouvelle approche sur les bastides du Sud-Ouest aquitain », Revue Urbanisme, Paris, no 101,‎ 1967, p. 32-35
- « Les villeneuves du Piémont et les bastides de Gascogne (XIIe – XIVe siècles) », Comptes rendus de l'Acad. des Inscr. et Belles Lettres, Paris,‎ 1970, p. 130-139
- Paysages et Villages neufs du Moyen Âge. Recueil d'articles, Bordeaux, Fédération Historique du Sud-Ouest, 1975, 492 p.
- « Les Bastides en question », Revue Urbanisme, Paris, nos 173-174,‎ 1979, p. 6-10
- « Les Grandes Haies forestières de l’Europe médiévale », Revue du Nord, Lille, Université de Lille III, Faculté de Sciences Humaines, t. LXII, no 244,‎ 1980, p. 213-220 (lire en ligne).
- « La Place dans les bastides médiévales. Plazas et sociabilité en Europe et Amérique latine », Publications de la Case de Velasquez, Paris, recherches en sciences sociales, t. VI,‎ 1982, p. 119
- « Essai sur les granges cisterciennes », dans Sixièmes Journées Internationales d'histoire, Centre culturel de l'abbaye de Flaran, 1981
- Villes, sociétés et économies médiévales / Recueil d'articles de Charles Higounet, Talence, Institut d'histoire, Université de Bordeaux III, Fédération historique du Sud-Ouest, 1992

## Distinctions
- Membre correspondant de l’Académie des inscriptions et belles-lettres (1968-1988)
- Membre de l’Académie des sciences, belles-lettres et arts de Bordeaux
- Membre du Comité des travaux historiques et scientifiques, section d'histoire médiévale
- Grand prix Gobert 1973 pour son Histoire de Bordeaux
- Prix Gobert 1997 pour son Grand cartulaire de La Sauve-Majeure, avec son épouse Arlette Higounet-Nadal[9].